# フヴァエトヴァダタ

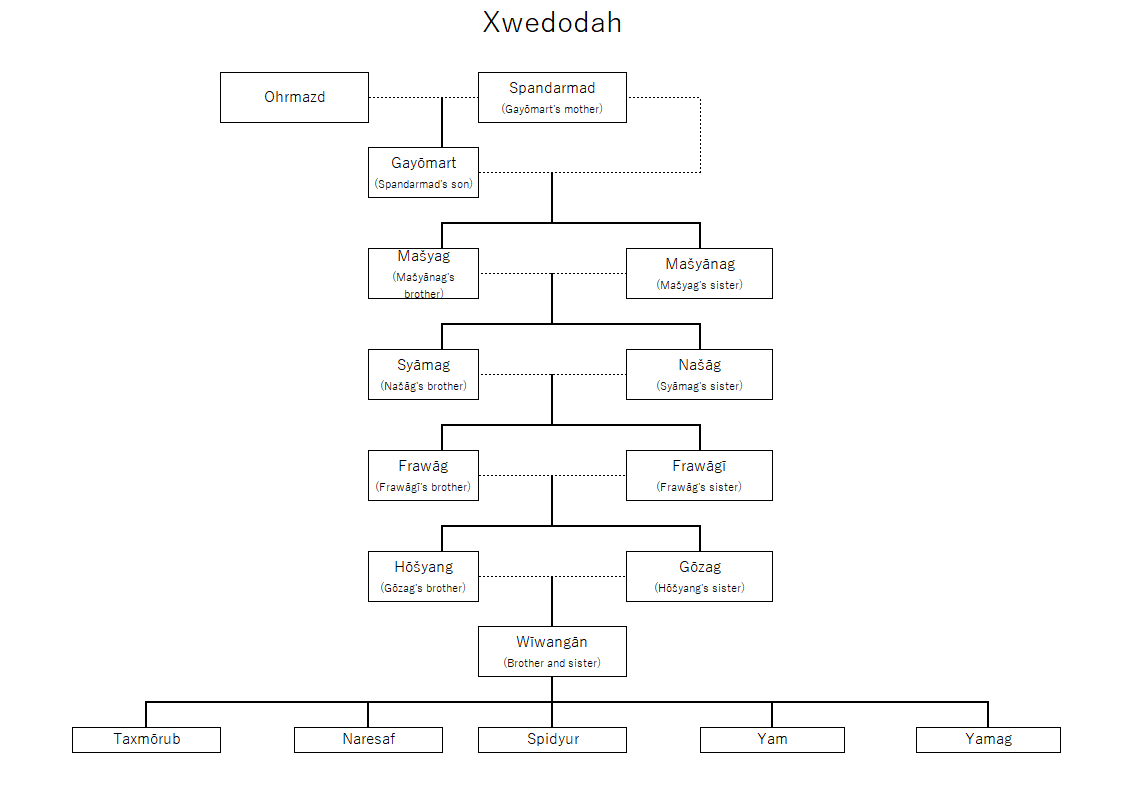
フヴァエトヴァダタの先例であるマシュヤグとマシュヤーナグ兄妹とその子孫の系図。

フヴァエトヴァダタ（Xᵛaētuuadaθa、ペルシア語: خویدوده）は、ゾロアスター教の聖典『アヴェスター』に記された最近親婚である。パフラヴィー語でクワェード・ダフ（Xwēdōdah）とも呼ばれる。ゾロアスター教で最も徳のある行為の一つとされ、3世紀にはじまるサーサーン朝以前に、王族や貴族、おそらく聖職者の間で行われていたようである。サーサーン朝以後には、フヴァエトヴァダタはいとこ婚を意味する。

## 概要
最近親婚は、7つの善行の2番目として、ゾロアスターの人間への10の戒めの8番目として、天国に至るための33の道の9番目として位置付けられており、最も完全なフヴァエトヴァダタは親子又は兄妹姉弟間の結婚である。こうした婚姻のモデルはゾロアスター教の宇宙論に見出される
聖典『アヴェスター』のヤスナ第12章には信仰告白として善神アフラ・マズダーを祀ることと共に最近親婚に従うことが記されており、諸々の教法（ダエーナー）の中で「最大にして最勝かつ最美なるもの」と表現されている。『メーノーグ・イー・フラド』では、最近親婚を行うことを、人々の幸福を願うことに並ぶ善行の一つとし、最近親婚を破棄することを、善人を殺すことに並ぶ重罪の一つとしている。
『デーンカルド』第3巻は、最近親婚を称賛する内容が長文で語られている。本文によると、最近親婚の実行には悪魔を退ける力がある。また、兄妹や姉弟の間で子供を生むことについて、その生まれた子供は親の子供であると同時に親の兄弟姉妹の子供でもあるから、4通りもの愛情が生じるという。父親と娘から子供が生まれる場合や、母親と息子から子供が生まれる場合も同様で、自分の子供によって自分の子供が作られ、自分の子供と孫が同時に兄弟姉妹でもあることは歓喜と平安を齎す（もたらす）という。また、男性が自分の母親や姉妹や娘の性器が傷付いた時に治療に従事することよりも、他人が彼女らの性器に触ることの方が醜いとも語っている。最近親婚を称美する文言は第7巻にも見られる。
古代ペルシアではゾロアスター教のこうした教えのもと、身分の区別なく最近親婚が行われていた。2世紀の人物であるバルダイサンは、小アジアのペルシア人たちが最近親婚を行っていたことを観察している。
『デーンカルド』では、開祖であるザラスシュトラが、ホーシュヤングとゴーザグという兄妹の直系の子孫であるという記述がある。
サーサーン朝（226年 - 651年）以前に、王族や貴族、おそらく聖職者の間で行われていたようだが、他の階級でどうであったかはわからない。サーサーン朝以後には、フヴァエトヴァダタはいとこ婚を意味し、一般的に行われていた。19世紀の東洋学者ジャーム・ダルメステテールによると、パールシー（インドのゾロアスター教徒）が親族以外と結婚することは稀であり、いとこ婚が一般的だったが、近親婚は違法であった。フヴァエトヴァダタに関する文献研究はほとんど行われていない。人類学的研究は少なく、有益な研究は限られる。

## 神話
『ダーデスターン・イー・デーニーグ』によると、アフラ・マズダーの生み出したガヨーマルトの子供達マシュヤグとマシュヤーナグの兄妹がフヴァエトヴァダタの先例であった。『デーンカルド』にも同様の物語が語られており、ガヨーマルトとスプンタ・アールマティの間に生まれたマシュヤグとマシュヤーナグの最近親婚によって人類が繁栄したという。
『アルダー・ウィーラーフの書』で冥界への旅に出るウィーラーフが生前に行った最も称賛される善行は、7人の姉妹とフヴァエトヴァダタを行ったことだった。

## 歴史

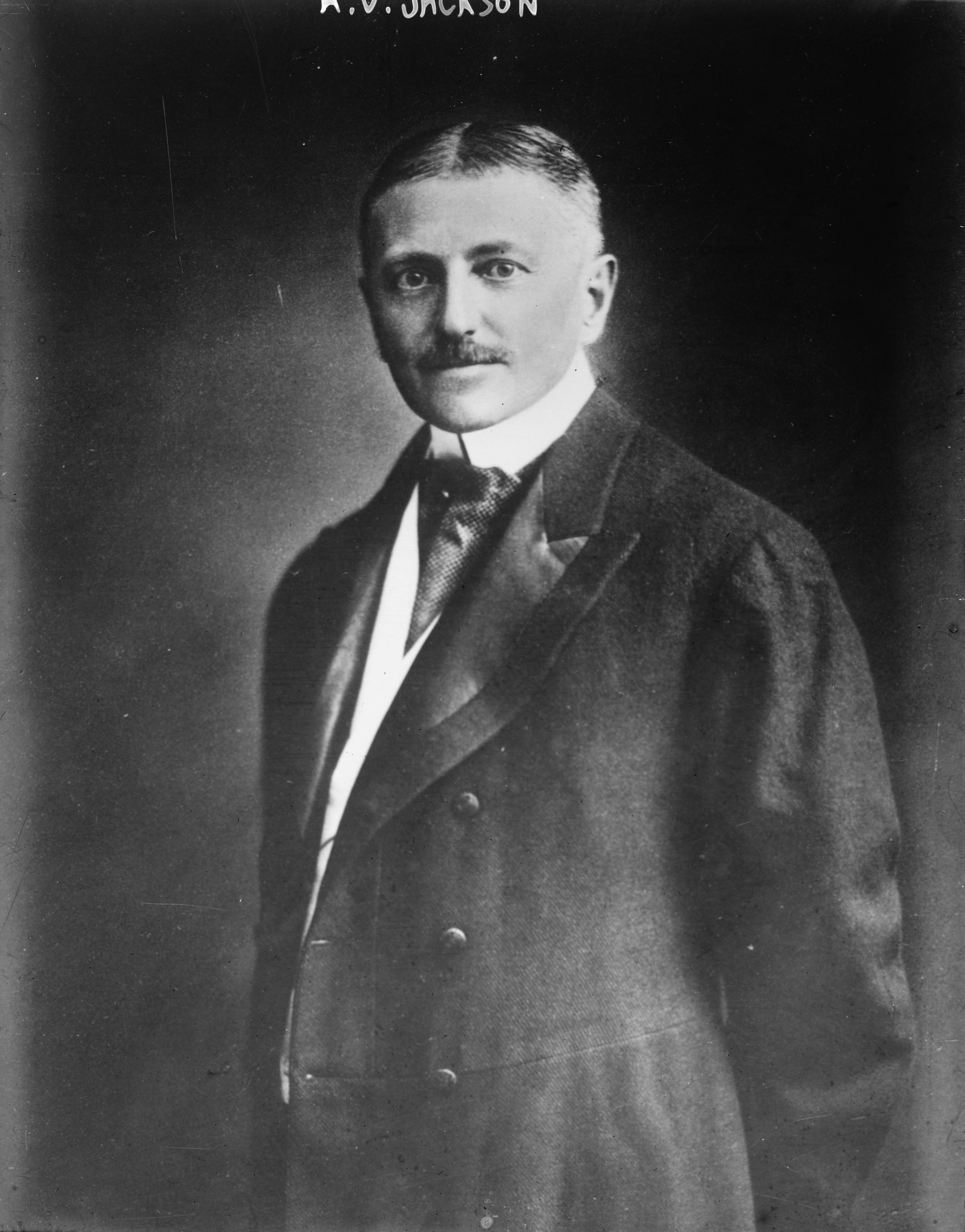
ゾロアスター教研究の権威A・V・ウィリアムズ・ジャクソン（写真）は、ザラスシュトラ自身が、彼が始めた宗教における教義としての最近親婚の必要性を説いたと述べた。

ペルシアでは家族の性的な結びつきが神聖視されており、中世ペルシア語では最近親婚はフヴェトゥクダスと呼ばれ、近親性交のある男女の体液には薬効があると信じられていた。それと関連していると思われる一節が『アヴェスター』のウィーデーウ・ダード（除魔書）に記されている。A・V・ウィリアムズ・ジャクソンによると、最近親婚を実行する必要性は教祖のザラスシュトラ自身が説教していた。『ディッソイ・ロゴイ』には、ペルシア人は娘や母親、姉妹と性交することを考えているという記述がある。アレクサンドリアのクレメンスの『ストロマテイス』は、クサントスの『マギカ』という著作にはマギの間では母親や娘や姉妹との性交が合法であるという記述があると言及している。ストラボンの『地理誌』第15巻によると、マギは習わしによって自分の母親とも一緒になる。サアーリビーは、ザラスシュトラは兄弟姉妹間と父娘間の結婚を合法化したと述べている。マスウーディーの『黄金の牧場と宝石の鉱山』によると、アルダシール1世は家族の結び付きを強めるために近親婚を勧め。マギは兄弟姉妹婚や母親と息子が結婚することが好ましいと語っていた。
ニーチェは「賢い僧侶は近親相姦からしか産まれない」というペルシアの信仰について言及しており、当時のペルシアでは特別な宗教上の職務を行う高位の聖職者には最近親婚の夫婦から産まれた者を推戴することとされていた。兄妹や姉弟から産まれた子供が高貴な存在であるとの信仰はペルシャから地理的に離れた古代ハワイでも見られる。
記録に残る最古の王家による最近親婚はアケメネス朝ペルシア第2代の王カンビュセス2世と、カンビュセス2世と両親を同じくする二人の妹のロクサーナ、アトッサとの結婚だと考えられている。この説話はヘロドトスの『歴史』に記述がある。また、サーサーン朝のカワード1世は娘と一緒になった。
こうした最近親婚は、宗教的な意味だけではなく、アーリア人の血の純潔を維持するというものや、財産を家族外の者から防衛するという現世的な意味合いがあったという指摘がなされることもある。ゾロアスター教神官はラバやケッテイといった生殖能力を持たない動物を除けば、馬とロバを交配させても子供ができないことについて触れ、似た遺伝子を持つ個体同士の交配の重要性を強調し、最近親婚を子供を産むという面でも有益なものと考えていた。
原始アーリア民族の末裔であるゾロアスター教神官は、先祖代々最近親婚を行ってきた種族であるため、原始アーリア民族のDNAを限りなく純粋な形で保存している可能性が高いと考えられる。そのため、ゾロアスター教神官のDNAの提供を受けて調査することで原始アーリア民族像に迫るという研究が行われている。

## 登場する作品
- 『ヴィースとラーミーン』 - 11世紀ペルシアの詩人ファフルッディーン・アサド・グルガーニーよって書かれた恋愛小説[31]。登場人物のヴィースは最初兄の許嫁（兄妹婚の風習）であった。
- 『蜂の寓話』 - バーナード・デ・マンデヴィルの詩。イスラム教徒が一夫多妻を是とすることと同様に、東方では兄弟が姉妹と結婚したり、男性が自分の母親と結婚することは称賛に価したと述べられている[32]。
- 『ペルシア人の手紙』 - シャルル・ド・モンテスキューの書簡体小説。第67信において登場するアフリドンとその妹であるアスタルテが兄妹婚である。[33]
- 『光の回廊』 - 清原なつのの漫画作品。最近親婚を行ったペルシア人の兄妹が登場する。
- 『Crusader Kings』 - スウェーデンのゲーム会社パラドックスインタラクティブ開発の歴史シミュレーションゲーム。選択可能な5の宗教の内ゾロアスター教のみ親子・兄妹姉弟間で結婚をすることができる。
- 『お兄ちゃん……ここでなら、好きって言ってもいいんだよね?』 - ツカサのライトノベル。主人公の兄妹が、ゾロアスター教をモチーフとした世界で「濃血の儀」と呼ばれる兄妹婚「フワエド・ダフ」を行う[34]。